# 香港深圳边界

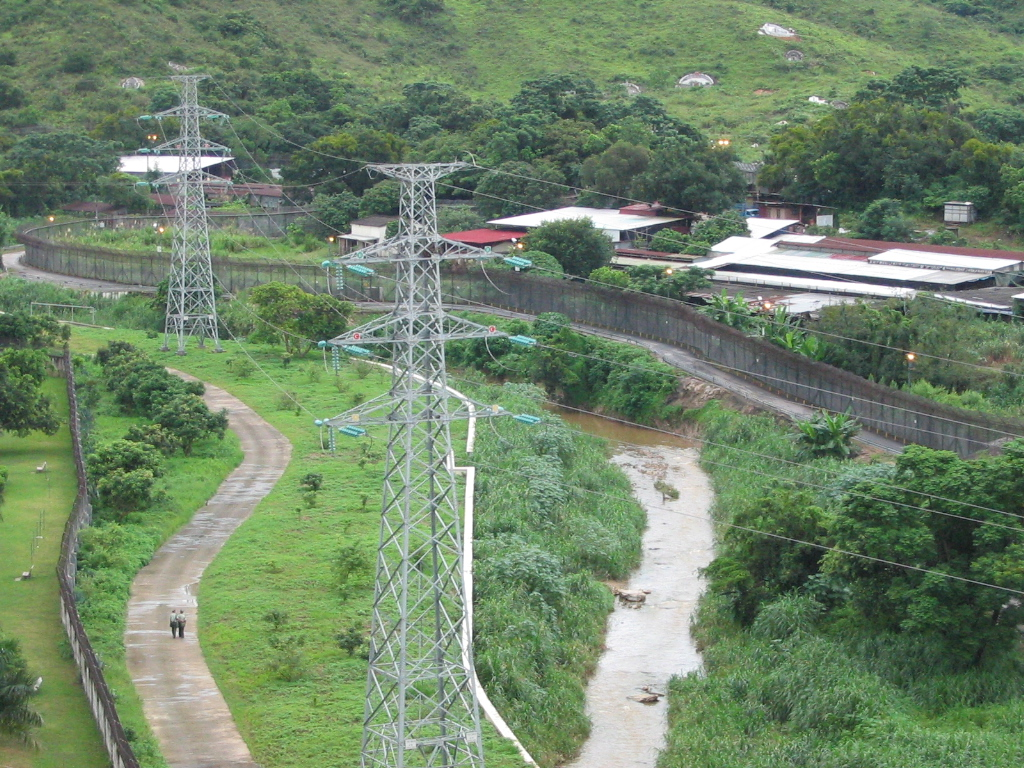
2005年在深圳市罗湖区拍摄的香港、深圳陆地边界状况，左为深圳，右为香港，中为深圳河。双方均建有隔离铁丝网，左侧铁丝网内有武警着装人员行进

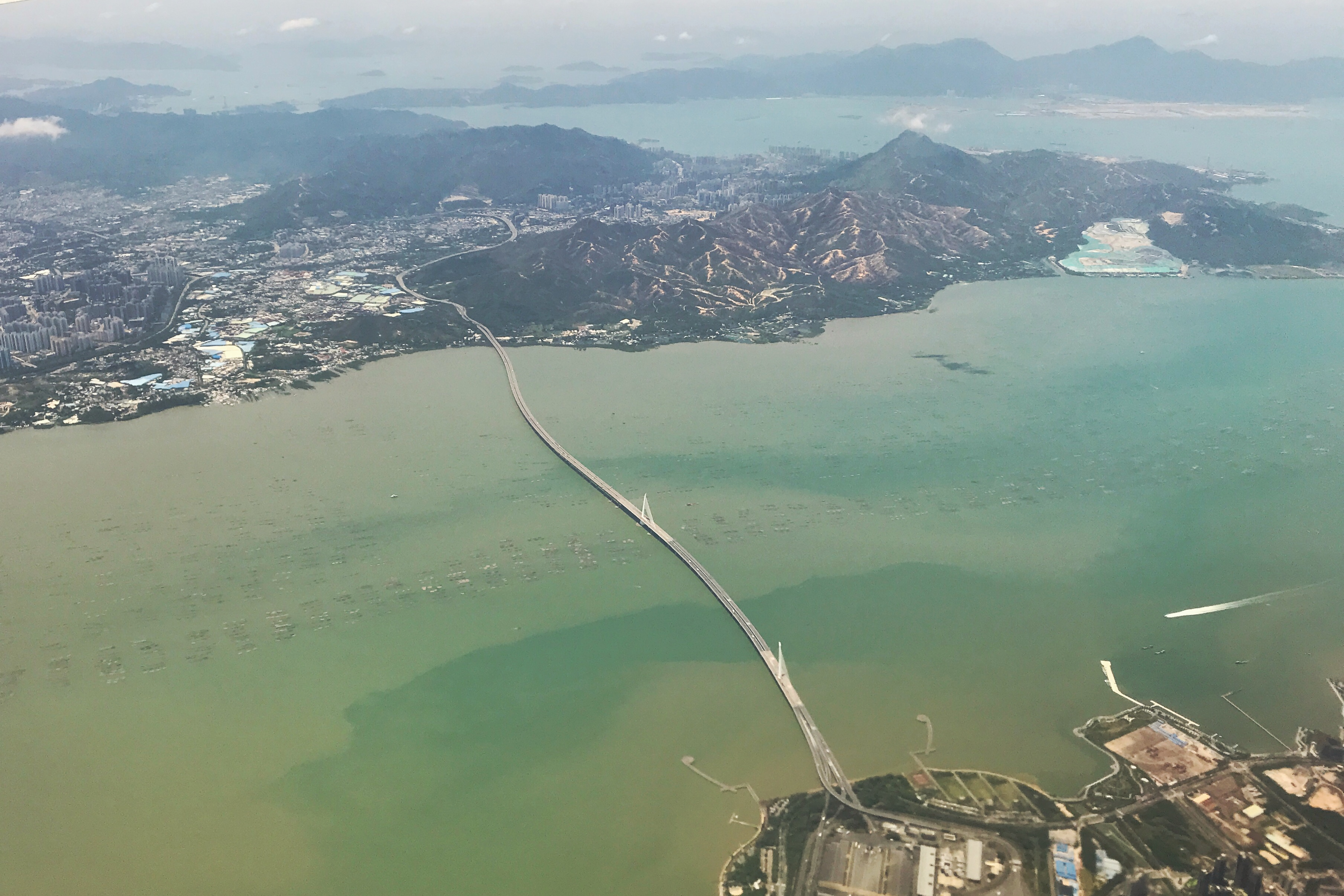
跨越港深海界（后海湾）的深圳灣公路大橋。图片上方陆地为香港元朗区，下方为深圳

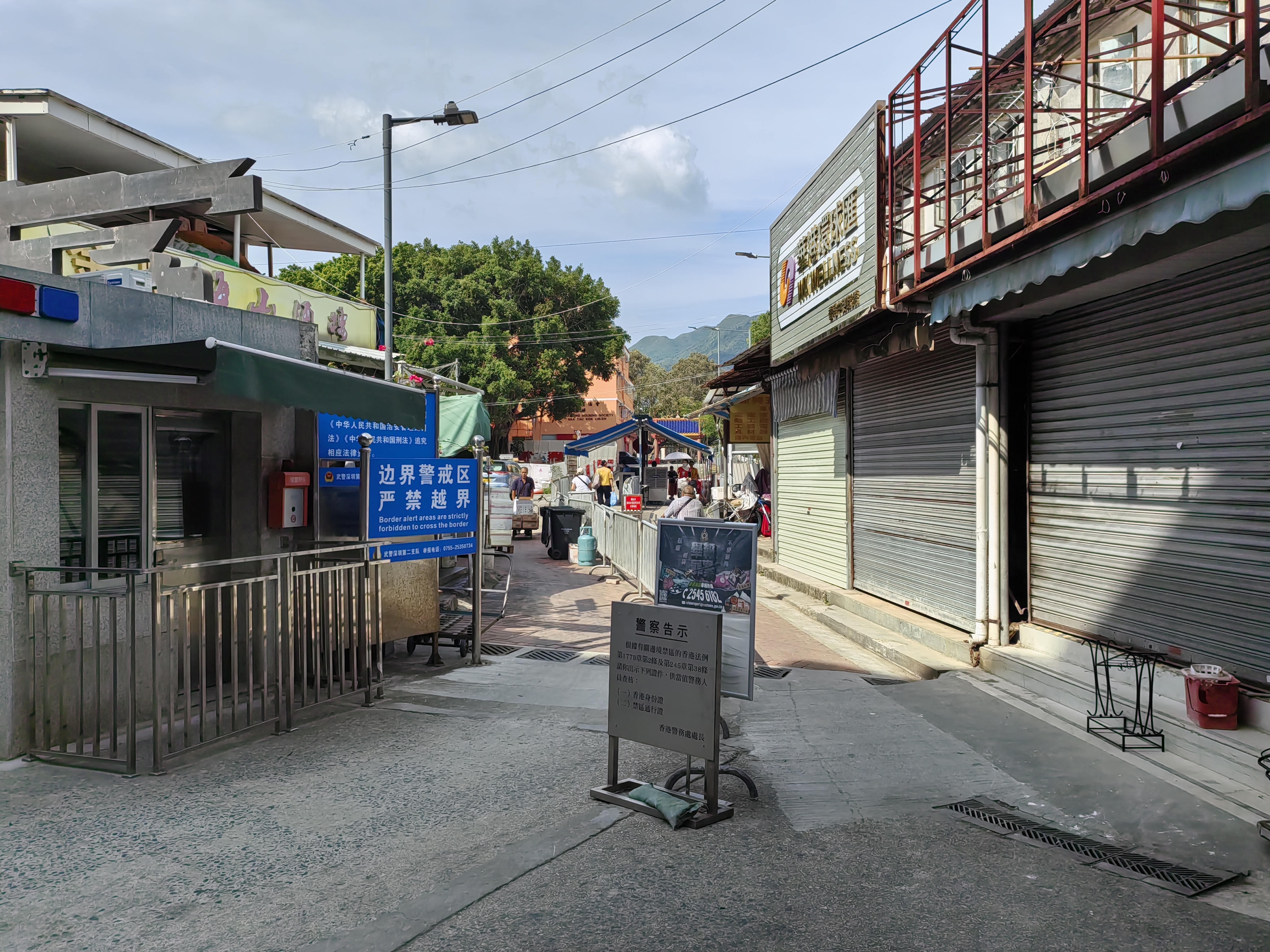
中英街旁的邊界警戒區，對面為香港北區，背後為深圳

香港深圳边界，或称中港边界、港深边界、深港边界，是香港新界和中國大陸广东省之间的边界。中國大陸側現屬深圳市。邊界历史可追溯至中英政府在1898年签订的《展拓香港界址專條》确立的以深圳河为界的陆地边界，全长约107公里。故这一边界在港英時期被称为中英边界。双方海上边界则在后海灣和大鹏湾海域。因應逃港潮從廣東湧向香港，1951年2月15日廣東宝安县封锁边界；1951年6月香港政府刊憲沿着中港邊界設立香港邊境禁區。

## 历史

### 19世纪至1949年

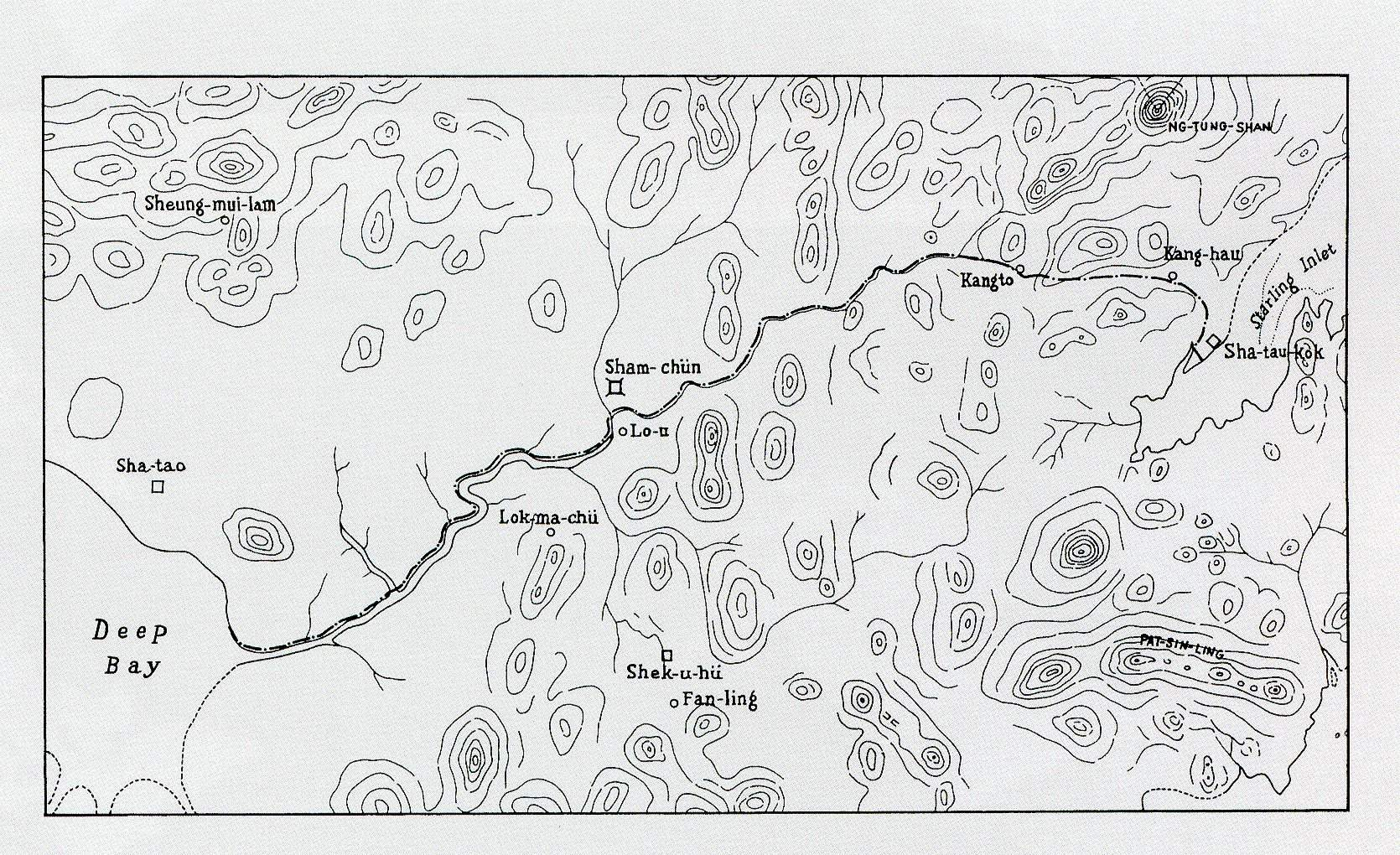
《展拓香港界址專條》专条中沿深圳河的中英边境界线

香港開埠前，与今深圳市同为广州府新安县（1914年改称宝安县）辖区。1841年至1860年間，英国陆续佔領香港岛、九龙。1898年6月9日，中英双方代表李鸿章与英国驻华公使在北京签订《展拓香港界址专条》，获得新界、新九龙。至此，英属香港辖区基本固定下来，至1997年香港回归。
1899年3月19日，中英政府双方代表在香港签定《展拓香港界址專條》，大致规定陆地界线：东以向东入海的小河（即沙河）之中线为界，西以向西入海的深圳河北岸为界。东西两湾（即后海湾和大鹏湾）之水和深圳河亦属英国租界。新安县与香港陆地边界东起大鹏湾北岸东端，西至赤湾东面，全长约107公里。当时，后海湾和大鹏湾完全由港英当局控制。宝安县渔民在两湾内捕鱼、采蚝需领取香港牌照。
1948年12月5日，英国外交大臣向内阁提交《备忘录》，分析了香港未来几种可能的前途。1949年1月，英国内阁制定了《香港紧急防卫计划》，并制定了《人民入境控制条例》。1949年3月5日，英国殖民地大臣也向国会提交了《备忘录》，提出香港需要两个旅的兵力才能对付目前可能面临的局面。驻港英军兵力很快就从一个旅迅速增加到四个旅。港英当局于1949年6月14日制定《紧急状态条例》，封锁边界，控制人口，实行移民登记等一系列措施，中港边界两边人民自由往来的50年历史就此终结。

### 1949年至今
1949年10月，中华人民共和国建立。驻守深圳的中華民國政府税警和护路部队於10月16日宣布投共，解放軍随即攻佔宝安、南头。10月19日，攻佔深圳。东莞县军管会主任祁烽调任沙深宝（沙头角、深圳、宝安）军管会主任、中共沙深宝边界工作委员会书记兼宝安县委书记、珠江地委委员、广东省边防第三团政治委员等职。面对解放军抵近的情况，港英政府向伦敦的英国政府进行咨询。英国政府要求其用铁丝网封锁边界，并在解放军进入香港后进行抵抗。实际上，中华人民共和国政府对香港无进一步的军事行动。反在日后成为中华人民共和国对外贸易的重要通道。
中华人民共和国建国初期，港英军警人员到中国岸边扣捕渔船等情况；解放军和民兵一旦发现武装英兵在沙头角和盐田登岸，立即予以逮捕后遣送回去，或勒令其离去。对经常驶近北岸进行侦察活动的英炮艇及水警轮，边防部队常常予以开枪射击以示警告。1959年曾发生英水警轮在距北岸约500公尺处被民兵开枪击中事，英方对此也从未提出过交涉或抗议。边防部队在这一带海面的内定警戒线为距北岸200公尺，如有英水警轮迫近即警告其离开。1970年以后，中方海上公安艇常以南澳、盐田为据点，在大鹏湾执行巡逻及搜捕偷渡人员等任务，活动路线一般从南澳至盐田，距北岸最远处约有2,000多公尺，有时甚至驶至香港坪洲码头附近。港英水警轮虽常尾随追踪，但对此也未提出异议。大鹏湾内的中方渔船在1955年以前还大多领有香港牌照，但1956年实行人民公社化以后，中方渔民已不再领取香港牌照。面对中方渔民在海湾内捕鱼，英方除了不准施放渔炮外，一般也不予干涉。当时，深圳河经深圳湾有航线可通东莞、广州、香港等地，中国船只在深圳河至深圳湾河道通行，英方也没有进行干预。自1965年起，蛇口海上公安（简称“海公”）艇在深圳湾附近海面巡逻，有时越过主航道南边，英水警轮有时也会尾随而来，但不敢靠近或驶入“海公”路线之北海面，也未对中方“海公”活动提出异议。英水警轮的活动一般以到元朗河口为止，有时驶近深圳河口。1962年至1963年，港英水警轮曾以试探方式逐渐深入渔农村以南河面，后经附近渔民以他们破坏渔蚝生产为由，将港英水警轮驱逐出深圳河口。以后再有来者，中国民兵随即提出警告，他们亦及时离去。
港英政府自1950年开始，对内地籍（即中华人民共和国籍）人士进出香港进行管制，结束双方人员自由来往。当年4月，港英政府公布的《人民入境统制（补充）条例》规定，自5月1日起，由大陆进入香港的内地籍人士需事先取得中华人民共和国政府签发的“旅行证明书”。5月，港英政府在边界地区实行宵禁。5月9日，中国外交部副部长章汉夫向英国政府提出抗议。6月，港英政府颁布《边界封锁区命令》，香港邊境禁區形成。从1954年4月又沿深圳河南岸筑起铁丝网，从东面的沙头角到西面的沙尾的深港陆地“边界”沿线还设有铁篱笆、碉堡、警署和其它的军用设施。六十年代中期在沙头角双方发生激烈枪战后，为避免发生直接冲突，英警就不再在中英街内巡逻了，改在镇内的英方巷内巡逻，到中英街口稍加停留后随即离开。
1950年12月，宝安县开始推行土改，地主、富農等逃往香港，是為逃港潮。在此背景下，广东省人民政府于1951年2月15日正式实施边境管理，宝安县开始封锁边界。1951年6月香港政府刊憲沿着中港邊界設立香港邊境禁區。8月，中国公安部颂布“出入港澳”管理办法。1952年7月，中国政务院颂布《出入国境治安检查条例》。深圳公安检查站改为“中华人民共和国深圳边防检查站”。